# Weissia occidentalis
Weissia occidentalis là một loài Rêu trong họ Pottiaceae. Loài này được (Flowers) A.H. Stoneb. miêu tả khoa học đầu tiên năm 1985.